# آرون براون
آرون أنتوني براون (بالإنجليزية: Aaron Brown)‏، من مواليد 23 يونيو 1983 في وولفرهامبتون في إنجلترا، لاعب كرة قدم إنجليزي.
بدأ مسيرته الكروية مع نادي ستافورد ريجنرز في موسم 2004/2005، وفي عام 2005 لعب مع نادي تاموورث، وشارك معهم في 52 مباراة وسجل هدفين، ومنذ عام 2005 وهو يلعب مع نادي ريدينغ، وفي عام 2006 أعير إلى نادي بورينموث، ولعب معهم 4 مباريات.

## وصلات خارجية
- آرون براون على موقع قاعدة بيانات كرة القدم.إي يو (الإنجليزية)
- آرون براون على موقع Soccerbase.com (لاعب) (الإنجليزية)